# Narcissus poeticus
Narcisa albă (lat. Narcissus poeticus) face parte din familia Amaryllidaceae și este o specie din genul Narcissus care înflorește spre sfărșitul primăverii.

## Caractere morfologice
- Bulbul cu diametru  2–4 cm, piriform[3] .
- Tulpina este înaltă până la 45 cm[3].
- Frunzele sunt liniare, cenușie-glauc, lungi până la 40 cm și late până la un centimetru[3].
- Florile sunt singulare, parfumate, dispuse terminal pe o tulpină înaltă până la 45 cm. Elementele florale: foliolele periantului oval-oblonge, alb curat, coronulă cu mult mai scurtă, creponată, galbenă-aurie, pe margini roșie.[3].

## Înmulțire
Se înmulțește prin divizarea bulbilor.

## Utilizare
Ca plante ornamentale, se folosesc în parcuri, grădini, ca flori tăiate și la ghivece.

### În medicină
În medicină, a fost descrisă de Dioscoride în Materia Medica⁠(d) ca fiind „Fiind așezată cu făină loliaceană, și miere, atrage așchii”.. James Sutherland a menționat-o și în Hortus Medicus Edinburgensis. În Coreea, se utilizează pentru a trata conjunctivită, uretrita⁠(d) și amenoreea⁠(d).

### În parfumerie
Narcisa poetului este cultivată în Țările de Jos și sudul Franței pentru uleiul esențial, ulei de narcisă, unul dintre cele mai populare parfumuri folosite în fabricarea parfumurilor. Uleiul de Narcissus este folosit ca ingredient principal în 11% din parfumurile moderne de calitate - inclusiv „Fatale” și „Samsara” - ca beton floral sau absolut. Parfumul uleiului seamănă cu o combinație de iasomie și zambilă.

## Toxicitate
În timp ce toți narcisii sunt otrăviți atunci când sunt mâncați, narcisa poetului este mai periculoasă decât altele, acționând ca un puternic emetic și iritant. Mirosul poate fi suficient de puternic pentru a provoca dureri de cap și vărsături dacă o cantitate mare este păstrată într-o cameră închisă.

## Galerie

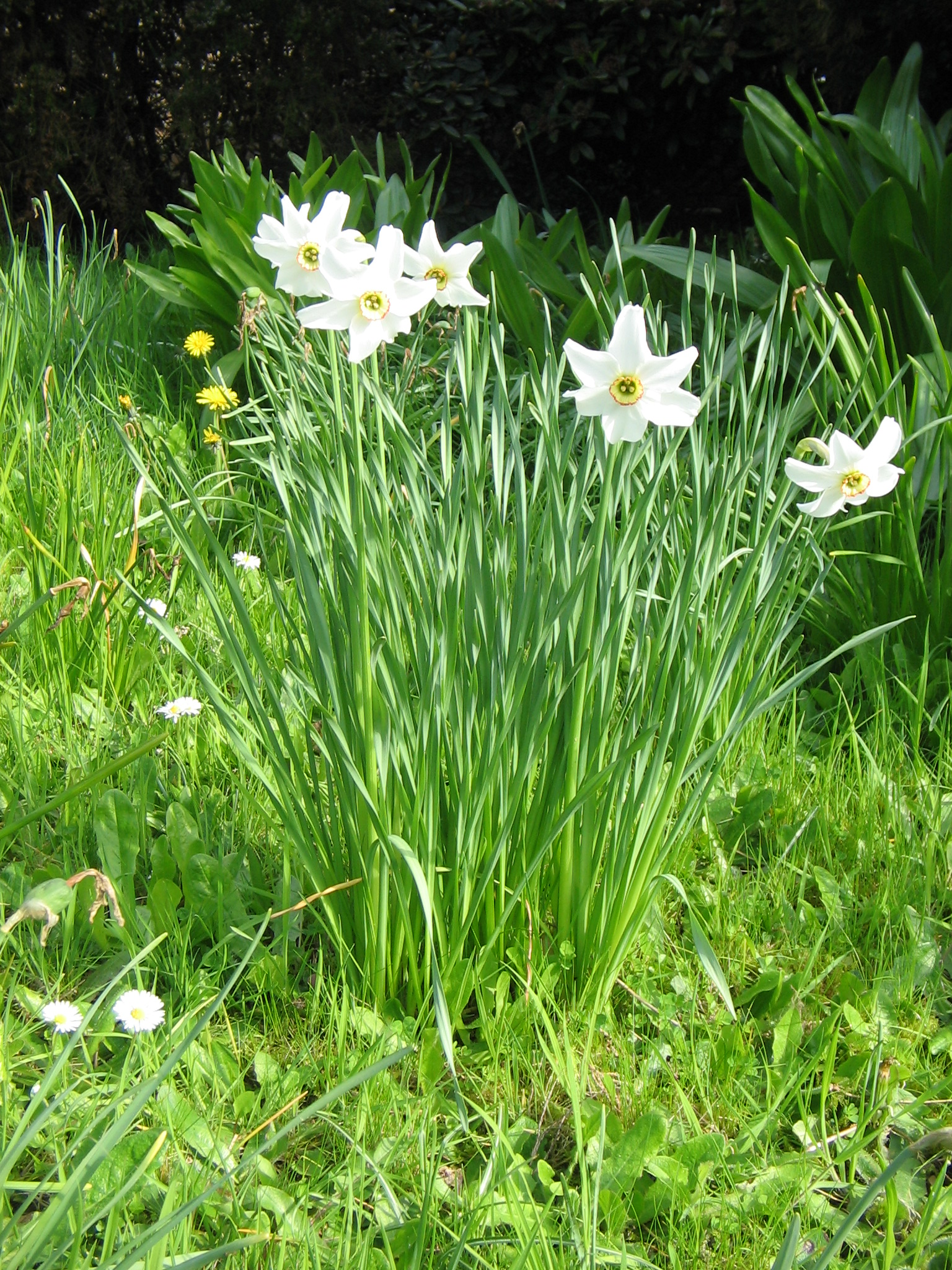
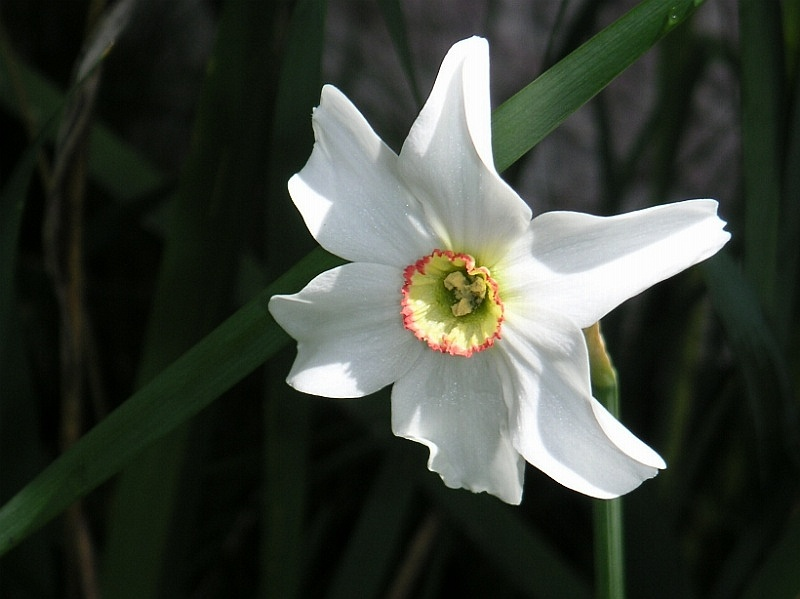
Floare de narcissus poeticus
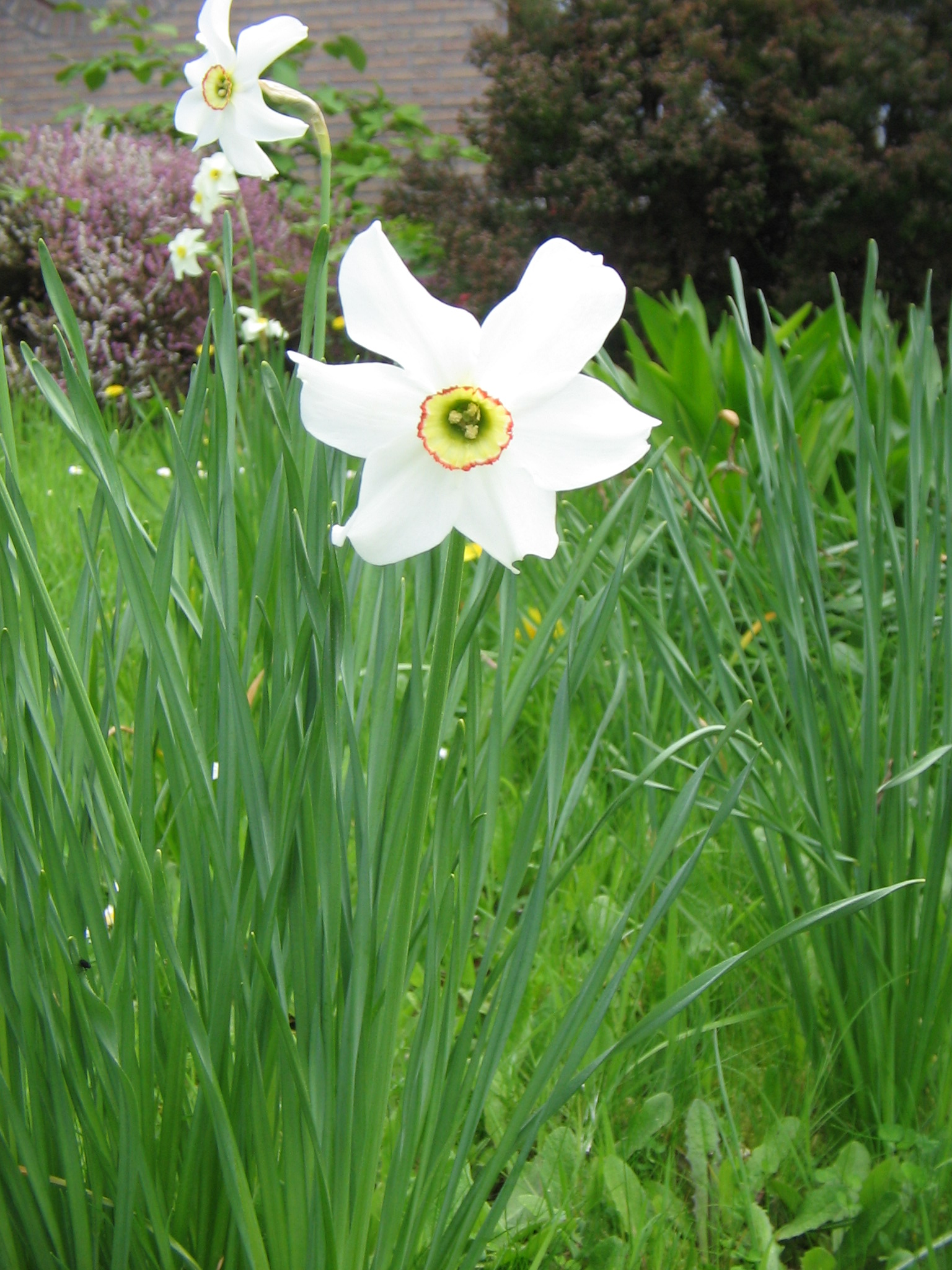
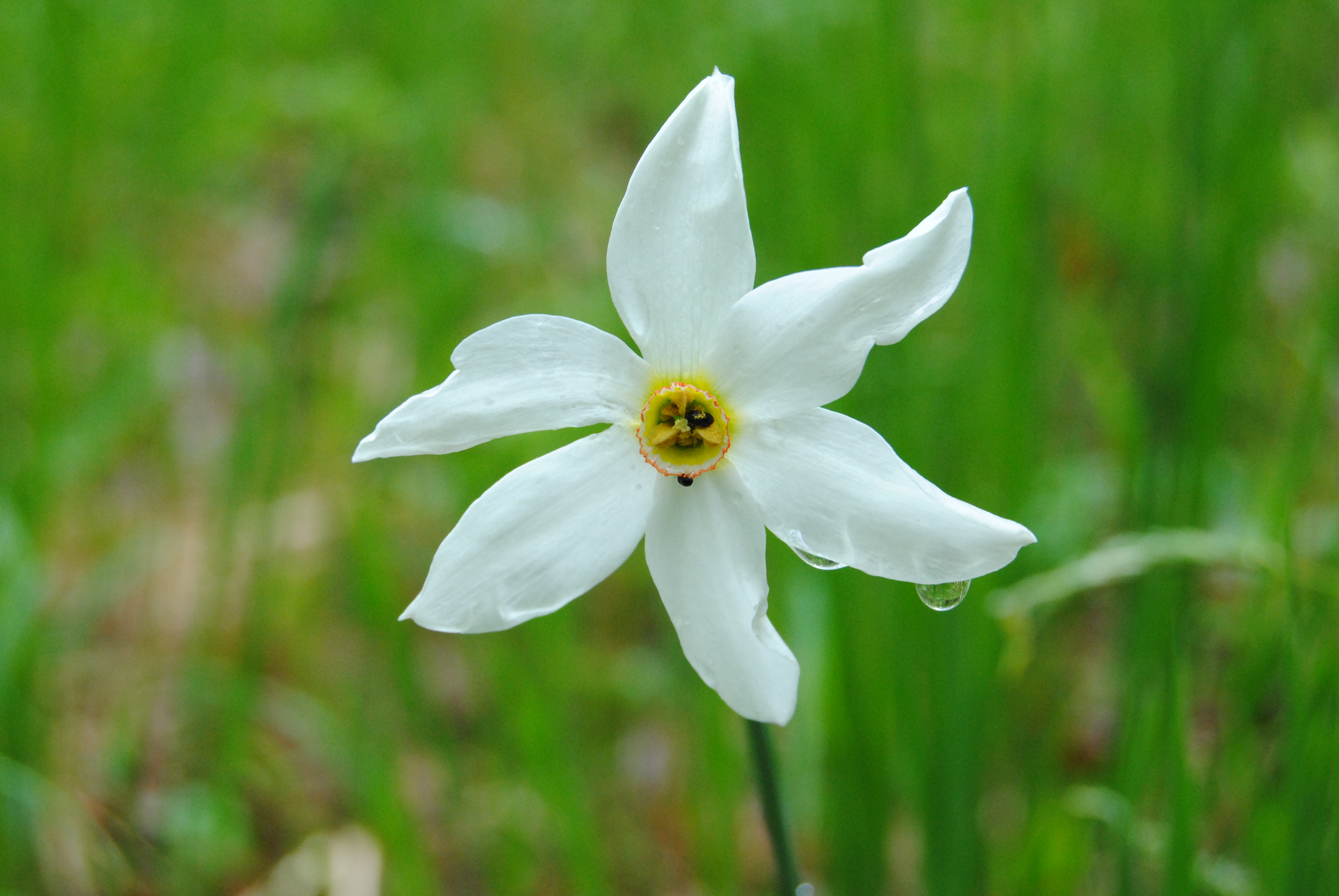
Narcissus poeticus în Poiana Narciselor, județul Brașov, mai 2010
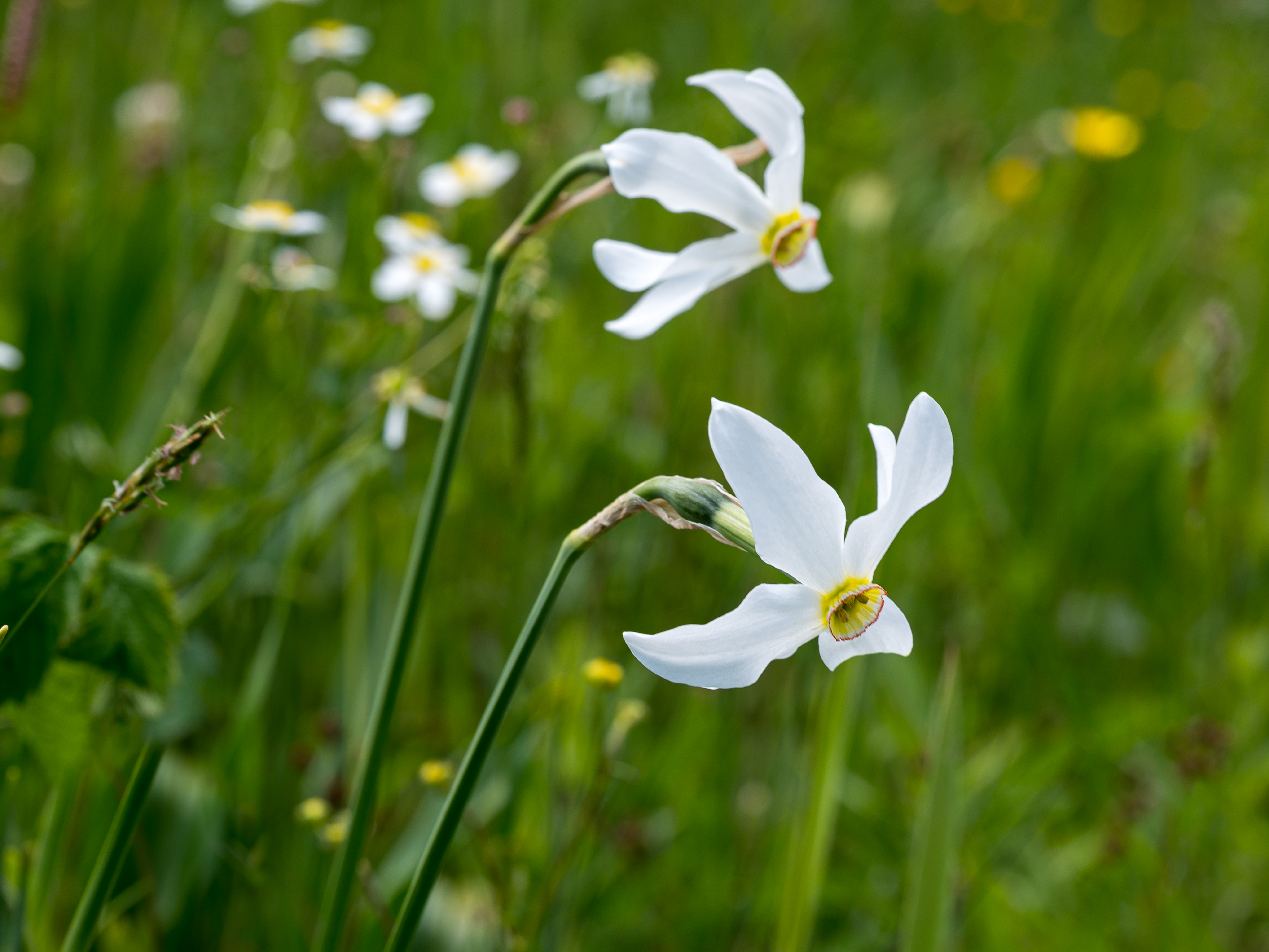